# Fiesta de Nuestra Señora de Andrín
La Fiesta de Nuestra Señora de Andrín se celebra en Andrín el 15 de agosto, en el concejo asturiano de Llanes.
La fiesta consiste en un pasacalles con bandas de gaitas por el pueblo, más tarde se celebra la misa solemne dedicada a la Virgen, la que se caracteriza por la asistencia de jóvenes vestidas con el traje de llaniscas.
Tras la misa se celebran diferentes bailes regionales, destacando el pericote.
Es una fiesta declarada de interés turístico regional.
- Datos: Q5861676